# Средняя Орловка
Средняя Орловка — река в Таймырском Долгано-Ненецком районе Красноярского края, правый приток реки Енисей.
Протяжённость реки 15 километров. Течёт Средняя Орловка по болотистой тундре, в западном направлении, принимая несколько мелких притоков, впадает в Енисей на расстоянии 72 км от устья.
По данным государственного водного реестра России относится к Енисейскому бассейновому округу. Код водного объекта 17010800412116100114928.